# 아말피 공국
아말피 공국(이탈리아어: Ducato di Amalfi) 또는 아말피 공화국(이탈리아어: Repubblica di Amalfi)은 10 ~ 11세기동안 이탈리아 남부에 있는 도시 아말피를 중심으로 존속했던 사실상의 독립 국가였다. 원래 아말피 시와 그 인근 지역은 귀족들이 관리했던 대 두카투스 네아폴리타누스의 일부였으나, 스스로 비잔티움 제국의 가신에서 벗어났고, 958년에 첫 공작을 선출하였다. 아말피 공국은 경제적으로 강력한 나라이자, 피사, 베네치아, 제노바같은 이탈리아 북부의 해양 공화국들이 이들을 뛰어넘고 대등해지기 전까지 지중해와 이탈리아 무역을 독점했던 상업 중심지로 성장하였다. 1073년에 아말피는 자치권을 상실하고 노르만인들에게 넘어갔다.

## 같이 보기
- 아말피의 공작
- 아말피 해안